# Scincidae
Scincidae este o familie de șopârle, cca 1275 de specii întâlnite la și în regiunile temperate ale Americii de Nord. 
Caracteristici:
Au corp cilindric, cap conic și coadă lungă și ascuțită. Lungimea maximă 66 cm, dar majoritatea măsoară sub 20 cm. 
Cele mai multe trăiesc pe pământ sau vizuine, altele în copaci sau sunt semiacvatice. Speciile mari sunt ierbivore. Unele depun ouă altele nasc pui vii. 

## Genuri
| - Ablepharus - Acontias - Acontophiops - Adrasteia - Afroablepharus - Alinea - Allengreers - Amphiglossus - Androngo - Anomalopus - Apterygodon - Aspronema - Asymblepharus - Ateuchosaurus - Barkudia - Bartleia - Bassiana - Brachymeles - Brasiliscincus - Caledoniscincus - Calyptotis - Capitellum - Carlia - Cautula - Celatiscincus - Chabanaudia - Chalcides - Chalcidoseps - Coeranoscincus - Cophoscincopus - Corucia - Cryptoblepharus | - Cryptoscincus - Ctenotus - Cyclodina - Cyclodomorphus - Dasia - Davewakeum - Egernia - Emoia - Eremiascincus - Eroticoscincus - Eugongylus - Eulamprus - Eumeces - Eumecia - Eurylepis - Eutropis - Exila - Feylinia - Fojia - Geomyersia - Geoscincus - Glaphyromorphus - Gnypetoscincus - Gongylomorphus - Gongylus - Graciliscincus - Haackgreerius - Hakaria - Helioscincus | - Hemiergis - Hemisphaeriodon - Isopachys - Janetaescincus - Kanakysaurus - Lacertaspis - Lacertoides - Lacertus - Lamprolepis - Lampropholis - Lankascincus - Larutia - Leiolopisma - Lepidothyris - Leptoseps - Leptosiaphos - Lerista - Lioscincus - Lipinia - Lobulia - Lubuya - Lygisaurus - Lygosoma - Mabuya - Macroscincus - Maniciola - Maracaiba - Marisora - Marmorosphax - Melanoseps - Menetia - Mesoscincus | - Mochlus - Morethia - Nangura - Nannoscincus - Ndurascincus - Neoseps - Nessia - Niveoscincus - Notomabuya - Notoscincus - Novoeumeces - Oligosoma - Ophiomorus - Ophioscincus - Orosaura - Pamelaescincus - Panaspis - Panopa - Papuascincus - Parachalcides - Paracontias - Paralipinia - Parvoscincus - Phoboscincus - Plestiodon - Prasinohaema - Proablepharus - Proscelotes - Pseudoacontias - Pseudemoia - Psychosaura - Pygomeles | - Riopa - Ristella - Saiphos - Saproscincus - Scelotes - Scincella - Scincopus - Scincus - Scolecoseps - Sepsina - Sigaloseps - Simiscincus - Sirenoscincus - Sphenomorphus - Sphenops - Spondylurus - Tachygia - Techmarscincus - Tiliqua - Trachylepis - Tribolonotus - Tropidophorus - Tropidoscincus - Typhlacontias - Typhlosaurus - Varzea - Vietnascincus - Voeltzkowia |

1. ↑  Enciclopedia Universală Britanica. 14. Litera. 2010. p. 48.